# Râul Porcului, Someș
Râul Porcului este un râu afluent al Someșului Cald. 